# 最美的風景 (王富強歌曲)
《最美的風景》是一首歌曲，發佈於2020年月。歌曲由王富強作詞作曲，張文靜演唱。歌曲致敬COVID-19疫情期间在一線的工作人員。